# Tettigonia lasiocarpae
Tettigonia lasiocarpae är en insektsart som först beskrevs av Ossiannilsson 1981.  I den svenska databasen Dyntaxa används istället namnet Cicadella lasiocarpae. Enligt Catalogue of Life ingår Tettigonia lasiocarpae i släktet Tettigonia och familjen dvärgstritar, men enligt Dyntaxa är tillhörigheten istället släktet Cicadella och familjen dvärgstritar. Arten är reproducerande i Sverige. Inga underarter finns listade i Catalogue of Life.